# Idaea testacea
Idaea testacea är en fjärilsart som beskrevs av Swinhoe 1885. Idaea testacea ingår i släktet Idaea och familjen mätare. Inga underarter finns listade i Catalogue of Life.